# Orgasmo expandido
Un orgasmo expandido es cualquier experiencia sexual más intensa y extensa de lo que se describe habitualmente como un orgasmo regular. Incluye un rango de sensaciones que incluyen orgasmos de cuerpo entero, tales como los descritos por el doctor Wilhelm Reich, y orgasmos que pueden durar desde pocos minutos a varias horas.
El término fue acuñado en 1995 por Patricia Taylor, quien lo empleó en su investigación sobre experiencias sensuales intensas en cuarenta y cuatro parejas de diversas procedencias, y en un video que produjo en 1998.

## Definición
Las características definitorias del orgasmo expandido son las sensaciones energéticas y las contracciones en todo el cuerpo, especialmente en el abdomen, muslos interiores, manos y pies, y por supuesto los genitales, como describió Reich en su libro de 1942 The Function of the Orgasm. La doctora Taylor describe los informes de practicantes entrando en estados alterados de conciencia, lo que les producía una profunda liberación y rejuvenecimiento emocional, profundas experiencias espirituales, una conciencia que generalmente no se percibe en orgasmos regulares, y la percepción de la energía que se expande más allá de los límites del propio cuerpo. Se ha informado de experiencias similares en estudios realizados por la doctora Jenny Wade, y por David Deida. La doctora Taylor señala que los hombres tienen las mismas probabilidades que las mujeres de entrar en estos estados y tener todas las experiencias señaladas anteriormente.  Adicionalmente, tanto Brauer como Bodansky tratan sobre el orgasmo expandido masculino.
Los participantes del estudio de la doctora Taylor alcanzaron los estados de orgasmos expandidos utilizando diversas prácticas y modalidades sexuales. Las cuatro principales fueron autoestimulación manual (60%), estimulación manual por parte de la pareja (35%), penetración (30%) y estimulación oral (15%).
Las teorías sobre los procesos biológicos requeridos para entrar en estos estados incluyen la estimulación y elevación progresiva y equilibrada de los sistemas nerviosos simpático y parasimpático. Esto se evidencia en la práctica tántrica que emplea técnicas de respiración como las mencionadas por Nik Douglas y Penny Slinger en su libro de 1979 Sexual Secrets: The Alchemy of Ecstasy, para activar el sistema nervioso parasimpático durante la actividad sexual.